# The Crucible (John Zorn)
The Crucible è un album in studio del compositore statunitense John Zorn ed il quarto album in studio del Moonchild Trio. Fu pubblicato il 25 novembre 2008 dalla Tzadik Records.

## Descrizione
L'album ha molte sonorità simili agli album precedenti del Moonchild Trio. È il secondo album del Moonchild Trio a presentare collaboratori esterni, data la presenza di Marc Ribot alla chitarra sul brano 9x9.

| Recensione           | Giudizio |
| -------------------- | -------- |
| AllMusic             | [ 1 ]    |
| Consequence of Sound | [ 3 ]    |

## Tracce
Musiche di John Zorn.
1. Almadel – 7:10
2. Shapeshifting – 3:19
3. Maleficia – 8:13
4. 9x9 – 5:37
5. Hobgoblin – 2:54
6. Incubi – 7:44
7. Witchfinder – 3:44
8. The Initiate – 5:41

Durata totale: 44:22

## Formazione

### The Moonchild Trio
- John Zorn - sassofono contralto, produttore, arrangiatore, direttore
- Mike Patton - voce
- Joey Baron - batteria
- Trevor Dunn - basso

### Membri aggiuntivi
- Marc Ribot - chitarra (traccia 4)